# Acacia aroma
Acacia aroma är en ärtväxtart som beskrevs av William Jackson Hooker och George Arnott Walker Arnott. Acacia aroma ingår i släktet akacior, och familjen ärtväxter. Inga underarter finns listade i Catalogue of Life.

## Bildgalleri

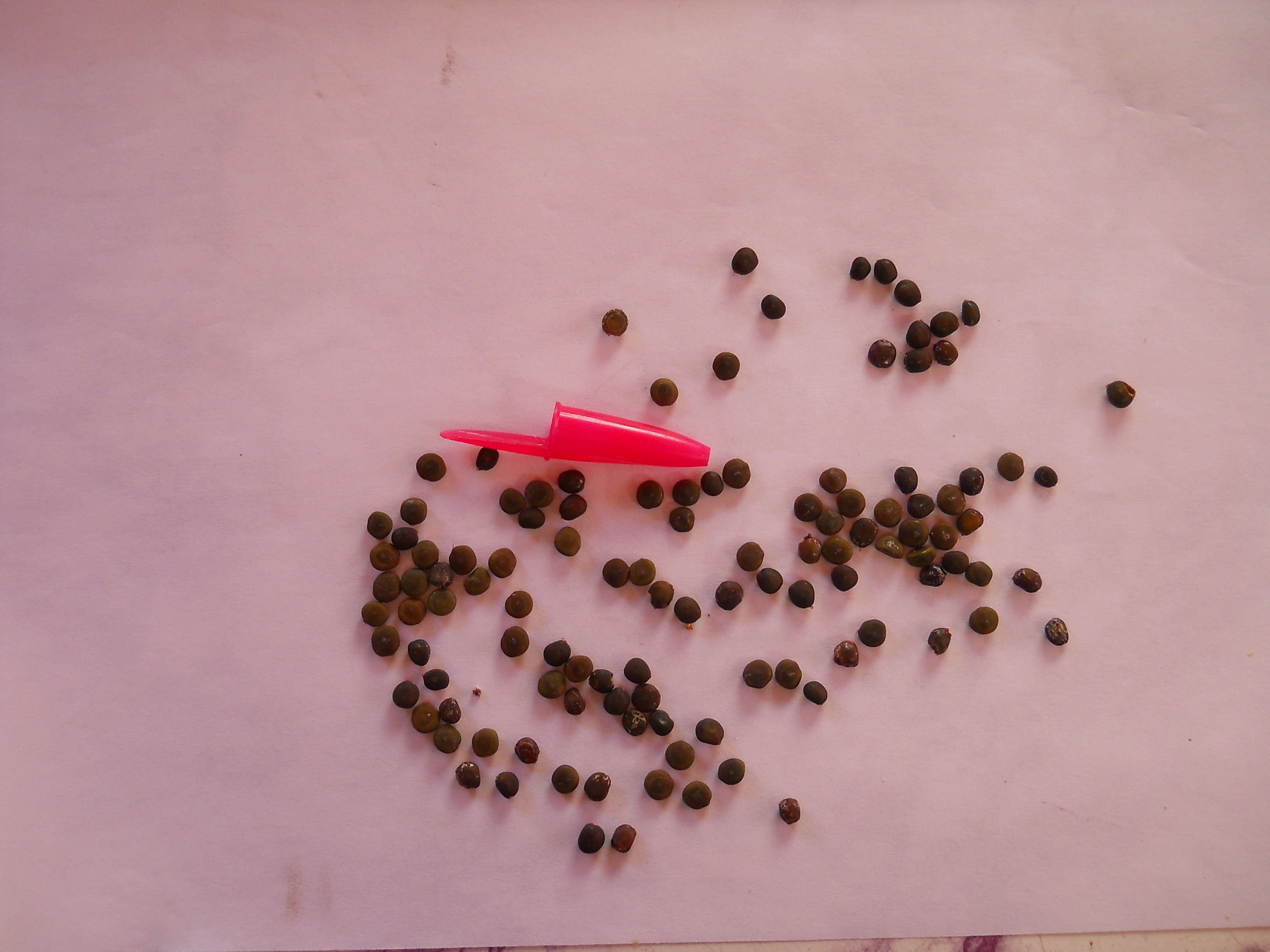
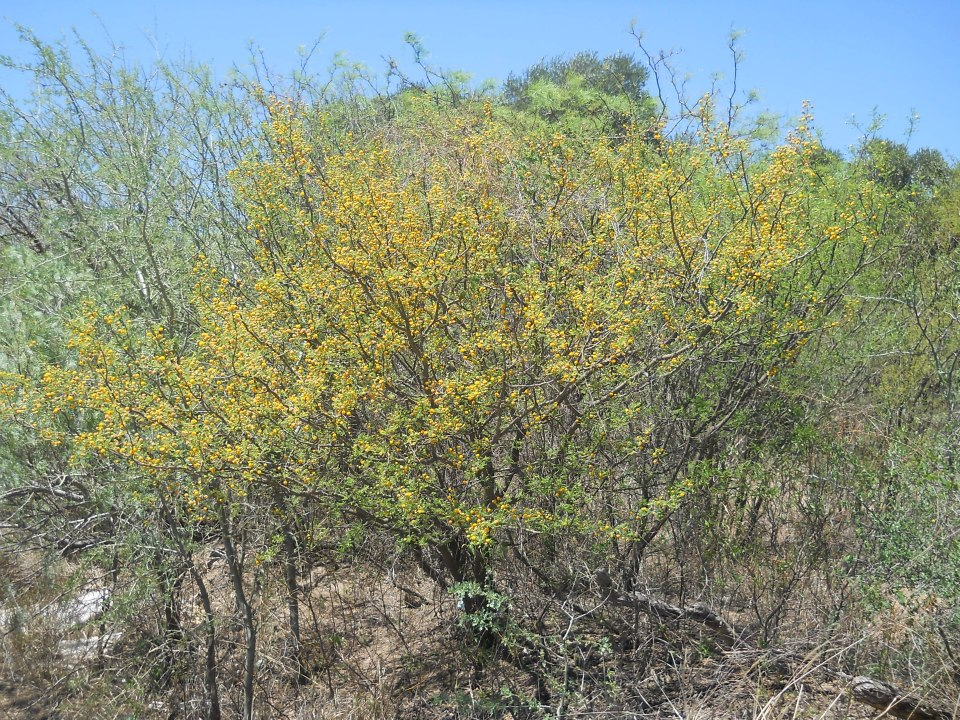
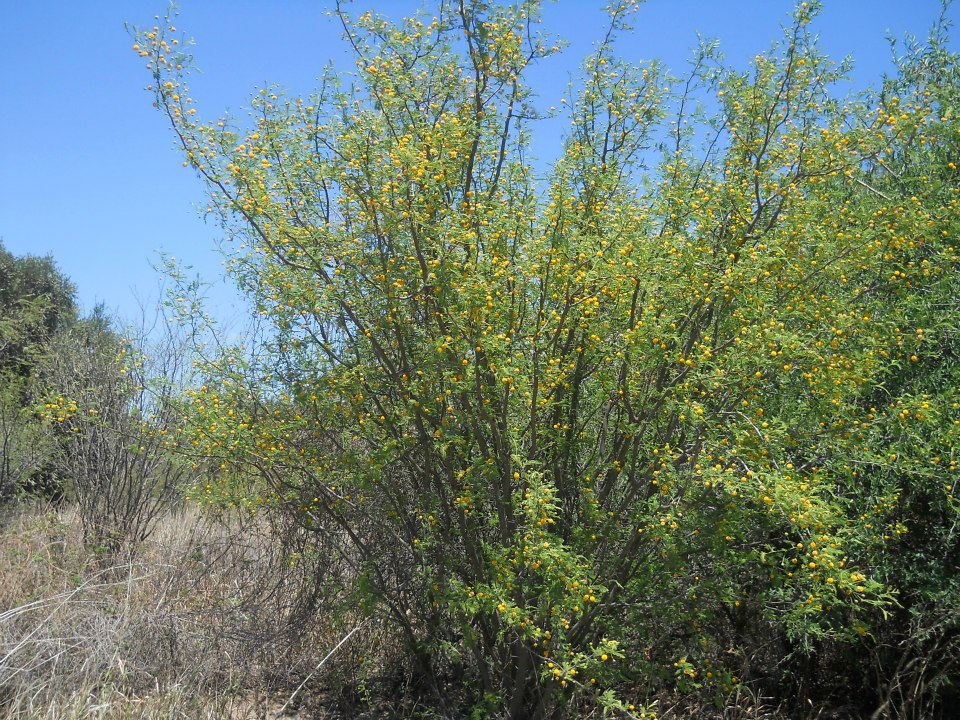